# Lieslot Mahieu
Lieslot Mahieu (Ieper, 1988 is een Belgisch hoogleraar en onderzoeker.

## Biografie
In 2010 startte ze met onderzoek te doen naar intimiteit en seksualiteit in woonzorgcentra onder leiding van prof. Chris Gastmans aan het Centrum voor Biomedische Ethiek en Recht (KU Leuven). Het onderzoek ging voornamelijk over het gedrag van zorgkundigen en verpleegkundigen in de zorg en naar het ethisch verantwoord omgaan met intimiteit en seksualiteit in de zorg voor ouderen. In mei 2014 mondde dit onderzoek uit in een doctoraat en verschillende internationale publicaties. Dit onderzoek lag aan de basis van de richtlijn van Zorgnet Vlaanderen over intimiteit en seksualiteit in woonzorgcentra. Daarnaast doet zij voornamelijk onderzoek naar de zorg voor personen met dementie in woonzorgcentra en (holebi) seksualiteit in de ouderenzorg.
In 2016 is ze aangesteld als directeur van een woonzorgcentrum in Boortmeerbeek. In 2017 was ze directeur ouderenzorg in Tienen en vanaf midden 2020 zal ze actief zijn in home vrijzicht in Ieper. Ook geeft ze lezingen aan leidinggevenden in de zorg en is ze expert seksualiteit en gender in ouderenzorg